# Minous versicolor
Minous versicolor är en fiskart som beskrevs av Ogilby, 1910. Minous versicolor ingår i släktet Minous och familjen Synanceiidae. Inga underarter finns listade i Catalogue of Life.